# Метро 2033: Во мрак
«Метро 2033: Во мрак» — роман Андрея Дьякова в жанре постапокалиптики, шестнадцатая книга в серии «Вселенная Метро 2033». Вторая часть трилогии «Метро 2033: Тени Пост-Петербурга» и прямое продолжение романа «Метро 2033: К свету». Первое издание произведения было выпущено в июле 2011 года.

## Сюжет
Действие романа происходит через месяц после событий «Метро 2033: К свету». На острове Мощный, где живёт одна из выживших после ядерной войны колоний, происходит новый ядерный взрыв, уничтожающий всё на острове. Представители колонии, пережившие взрыв, считают, что он устроен жителями Петербургского метрополитена. Прибыв в Санкт-Петербург с большим количеством вооружения, представители колонии принуждают жителей метро найти и предоставить им виновного во взрыве, шантажируя их тем, что в противном случае распространят по всем станциям газ иприт. Петербуржцам ничего не остаётся, кроме как повиноваться. Они уговаривают одного из главных героев романа, сталкера Тарана, взяться за расследование инцидента.
Тем временем, Глеба — двенадцатилетнего приёмного сына Тарана — похищают огрызки — одна из малочисленных и диких колоний Санкт-Петербурга. Сталкер, обнаружив пропажу сына, собирается зачистить логово огрызков. Он обращается за помощью к бывшему другу, человеку-мутанту Дыму, который, благодаря сталкеру, был изгнан на периферийные станции взамен смертной казни. По этой причине Дым зол как на судьбу, так и на Тарана, из-за чего отказывает последнему в помощи. Таран наведывается к огрызкам в одиночку и силой получает у них информацию о Глебе. Предводитель огрызков Индеец сообщает, что отряд, посланный за Глебом, не вернулся. Таран посещает Могильник, в который для кремации попадают тела умерших со всего метро, и там обнаруживает трупы отряда, в том числе детскую фигуру, которая, как он думает, принадлежит Глебу, а также свидетельства, что на погибших напали члены бандитской банды безбожников. Сталкер с помощью старика Мигалыча и его мотовоза осуществляет поход на безбожников и перебивает практически всю банду. В ходе разговора с лидером банды по кличке Безбожник Таран понимает, что ошибся: Глеб жив, и безбожники в последний раз видели его уходящим в сторону Империи Веган. Таран посещает Империю и, пользуясь мандатом инспектора, осматривает станции Вегана в поисках сына. Видя зверства, которые имперцы вытворяют со своими рабами, Таран еле держится от того, чтобы не вмешиваться и не защищать несчастных невольников. В конце концов, видя убийство отца Глеба, сталкер не выдерживает, устраивает расправу над убийцей на глазах у имперцев и, рискуя жизнью, вырывается со станции и туннелей по единственно возможному пути — на поверхность. Там Таран видит Глеба с некоей девочкой, на которых готовится напасть опасный мутант. Сталкер, чтобы защитить подростков, отвлекает внимание мутанта на себя и сам подвергается нападению чудища. В итоге мутант оказывается поверженным, а Тарана в бессознательном состоянии забирает некий сталкер.
Во второй части романа повествование возвращается назад и ведётся, в основном, с точки зрения Глеба. Незаметно примкнув к торговому каравану, Глебу удалось сбежать из владений безбожников, где он получил информацию о том, что якобы неизлечимая болезнь, которой страдает Таран, на самом деле излечима. Глеб посещает станцию Чернышевскую, на которой живут военные медики, и разговаривает с врачом Владленом. Глеб даёт Владлену сыворотку, которую использует Таран для облегчения симптомов болезни, и врач получает с её помощью вещество, которое должно помочь Тарану излечиться. Однако Владлен не соглашается выдать вещество просто так: взамен он хочет, чтобы Глеб нашёл подход к девочке его возраста, которая, по мнению Владлена, является жительницей правительственного убежища, располагающегося под метро. С её помощью Глеб должен обнаружить это убежище, притворившись таким же пленником, как она, и сбежав вместе с ней со станции. Глебу ничего не остаётся, кроме как согласиться. Девочка, назвавшаяся Авророй, верит Глебу, и вдвоём они успешно сбегают. Дальнейшее, полное опасностей путешествие по метро, а также вылазку на поверхность Глеб и Аврора совершают вдвоём; Глеб просит Аврору провести его в убежище, в котором она действительно живёт и которое называет Эдемом, однако Аврора этого делать не хочет. Лишь помощь, которую обещает и постоянно оказывает ей Глеб, будучи уже опытным сталкером, заставляет её соглашаться и быть рядом, хоть она и лукавит насчёт провода Глеба в Эдем. Дважды Аврора всё-таки пытается избавиться от спутника, бегая от него, но всякий раз по воле то мальчика, то пожалевшей об этом девочки они вновь объединяются. Наконец, Глеб и Аврора достигают цели, однако этой целью оказывается не Эдем, как обещала Аврора, а логово таинственного Чёрного Санитара, который борется в метро с чумой, сжигая заражённых из огнемёта. Аврора обосновывает поход в жилище Санитара тем, что хочет встретиться со своим отцом. Тем временем Дым, узнавший о том, что петербуржцы ищут виновника подрыва острова, идёт к островитянам с вестью, что именно он взорвал бомбу.
Третья часть вновь возвращает повествование назад. Таран приходит в сознание на Чернышевской, где за ним ухаживает врач Владлен. Тарана посещает его старый друг Пахом. Владлен рассказывает о том, что встречался с Глебом, и о том, куда мальчик отправился. Через некоторое время Таран обнаруживает Владлена избитым, под прицелом огнемёта Чёрного Санитара, собирающегося сжечь врача как чумного. Таран пытается защитить Владлена от Санитара, в результате чего Владлену удаётся уйти из-под струи огня и умереть не сразу. Перед смертью Владлен рассказывает Тарану, что Санитар пытал врача, пытаясь выяснить, как тот узнал про Эдем. Становится понятно, что Чёрный Санитар уничтожает не тех, кто болеет чумой, а тех, кто знает об Эдеме. Также Владлен даёт Тарану прибор, с помощью которого сталкер может проследить, куда отправился Глеб, по меткам, которые мальчик расставляет маркером-шпионом. Тем временем на станции Чкаловской, где обосновались островитяне с Мощного, специалисты понимают, что Дым сказал им неправду о подрыве острова. Сам Дым, которого островитяне посадили в тюрьму, оказывает неопытным жителям поверхности помощь по обороне станции от внезапной многочисленной атаки мутантов, чем заслуживает у приезжих хорошую репутацию.
Таран узнаёт ещё про один случай, когда Чёрный Санитар уничтожил человека, знавшего про Эдем. Также он выдвигает предположение, что и бомбу подорвали жители Эдема, чтобы избежать массового переселения жителей метро на остров и не лишиться таким образом буфера в виде жилых станций, защищающих Эдем от мутантов. Таран разговаривает об Эдеме с Пахомом, выясняя, что у Пахома есть какие-то связи с Эдемом, — и вскоре Чёрный Санитар сжигает сторожку, в которой живёт Пахом. Таран преследует Чёрного Санитара, который движется как раз туда, куда пошёл Глеб, однако сталкеру не удаётся преодолеть все препятствия на пути к жилищу последнего. Таран решает идти к цели, которая находится под Пулковской обсерваторией, по поверхности — а именно, через болотистую местность, с которой никто из сталкеров, пытавшихся её разведать, не возвращался.
Вооружившись когда-то найденным ручным пулемётом, Таран в одиночку пускается в путь. По дороге через болота на сталкера нападают полчища мутантов, и он растрачивает весь боезапас, не пройдя и половины пути. Однако на помощь Тарану приходят Дым и островитяне, нагнавшие его на армейском тягаче с вооружением. Герои добираются до обсерватории. Тем временем, под обсерваторией Чёрный Санитар обнаруживает Глеба и Аврору и признаёт в Авроре свою дочь. Он рассказывает свою историю: выясняется, что бомбу на острове подорвал он по своему желанию, чтобы выслужиться перед Эдемом и получить право вернуться туда. По этой же причине он сжигает людей, получивших информацию об Эдеме. Когда Чёрный Санитар готовится сжечь Аврору как виновницу всех происходящих с ним злоключений, в логово врываются Таран, Дым и островитяне. Таран называет Чёрного Санитара Пахомом и оказывается прав. Завязывается борьба, в которой преимуществом овладевает Чёрный Санитар. Однако под влиянием словесных упрёков людей, неравнодушных ему, — Авроры, Глеба и Тарана — Пахом застреливается.
На обратном пути Глеб показывает Тарану лекарство от его болезни, которое на поверку оказывается обычной водой. Из записки Владлена выясняется, что болезни не существует, её сфабриковали веганцы и они же поставляли Тарану наркотик, чтобы сталкер был зависим от них. Симптомы болезни являлись результатом действия этого наркотика, и, чтобы освободиться от этих симптомов, нужно просто прекратить употреблять это вещество. Аврора не хочет возвращаться в Эдем, и Таран предлагает ей некоторое время погостить в их с Глебом бомбоубежище.
В эпилоге Таран, Глеб и Аврора, а также присоединившиеся к ним Дым, Индеец, Безбожник и Мигалыч вместе с островитянами готовятся к экспедиции во Владивосток, в поисках чистой земли. Приступы у Тарана почти прошли.

## Создание и выход романа
По словам Андрея Дьякова, работа над сюжетом романа заняла 6 месяцев; ещё примерно столько же времени понадобилось для написания текста романа. Детали обстановки Петербургского метрополитена мира «Метро 2033» согласовывались с Шимуном Врочеком — автором романа «Метро 2033: Питер». Выход первого издания романа «Метро 2033: Во мрак» в продажу состоялся в июле 2011 года.
Роман «Метро 2033: Во мрак», подобно своему сюжетному предшественнику, занял первое место во внутреннем конкурсе книжной серии «Лучшая книга Вселенной», в котором читатели голосованием выбирали лучшую книгу среди книг, изданных в рамках серии в 2011 году.
Книга была издана на нескольких языках.
| Страна   | Язык        | Название романа в издании   | Дата выхода          | Издательство               |
| -------- | ----------- | --------------------------- | -------------------- | -------------------------- |
| Венгрия  | венгерский  | Vissza a sötétségbe         | 2014 год             | Európa Könyvkiadó          |
| Германия | немецкий    | Die Reise in die Dunkelheit | 13 августа 2013 года | Random House               |
| Польша   | польский    | W mrok                      | 7 ноября 2012 года   | Insignis Media             |
| Россия   | русский     | Метро 2033: Во мрак         | июль 2011 года       | АСТ                        |
| Франция  | французский | Vers les ténèbres           | июнь 2013 года       | L’atalante                 |
| Швеция   | шведский    | Resan till mörkret          | 25 апреля 2014 года  | Science Fiction Bokhandeln |

## Критика
Эдуард Козлов в своей рецензии для российского журнала «Мир фантастики» поставил роману оценку 7 баллов из 10. Рецензент отметил, что Андрей Дьяков «использует привычную для „Вселенной Метро 2033“ схему судьбоносного квеста» и наследует черту, также привычную для других романов серии — когда авторы «пытаются не ограничиваться лишь событийной стороной, но и привнести в свои опусы „мораль“». Критик назвал роман «крепким и качественным чтивом, не больше — но и не меньше».
Мариуш Войтечек написал положительную рецензию романа для польского портала Paradoks. Данную работу Дьякова критик назвал «отличным, увлекательным путешествием в туннели тёмного метро». Персонажи названы интересными и хорошо продуманными; текст, по мнению критика, читается хорошо, «параллельные сюжетные линии переплетаются и дополняют друг друга, концовка интересная и неожиданная».
Рецензент польского портала Gildia.pl Дагмара Трембица-Бжозовска положительно оценила роман, отметив, что он написан гораздо лучше и интереснее, чем «Метро 2033: К свету»: в частности, в отличие от предшественника, не содержит бросающихся в глаза неточностей. Автор обзора отмечает последовательный сюжет и прочную сюжетную основу. «Огромной положительной чертой» названы отсылки к событиям романов «Метро 2033: К свету» и «Метро 2033: Питер». «Несколько удивительным» называется тот факт, что герои романа, имея ключ к Эдему, не решаются искать его.
Критик от французского сайта if is Dead в своём обзоре отметил ощутимое сходство истории и персонажей с романом Дмитрия Глуховского «Метро 2034». Автор обзора отмечает, что Санкт-Петербург, показанный в романе, кажется менее враждебным, чем Москва с её «сумасшедшими мутациями дикой природы», описанными Глуховским, и это позиционируется рецензентом как преимущество. Критик пишет, что, несмотря на обилие сносок, в названиях станций и мест французскому читателю ориентироваться трудно. Как и в рецензии прошлого романа Андрея Дьякова, критик позитивно оценил обложку романа, для французского издания созданную Бенджамином Карре. Резюмируя, рецензент отметил, что роман получился ритмичным и увлекательным, хотя и ощущается небольшое снижение оригинальности событий по сравнению с предыдущим томом.
Томас Рике, рецензент французского портала о культуре eMaginarock, в свою очередь очень положительно оценил обложку французской версии романа, на которой изображена девочка в противогазе, стоящая на фоне пейзажа городских руин. Он отметил, что изображённая сцена «вызывает мурашки по коже», но довольно хорошо отражает общую атмосферу романа. Сюжет произведения охарактеризован рецензентом как увлекательный и сохраняющий интригу до самого конца. Критик отмечает повышение качества сюжета на фоне более «линейной» истории предыдущего романа «Метро 2033: К свету». По мнению критика, в тексте прослеживается «русский» стиль изложения «с длинными описаниями», которые успешно создают мрачную и тревожную атмосферу. Негативно была оценена карта, которая помещена в начале издания и, по мнению критика, кажется неполной.

## Продолжение и сборники
В январе 2013 года вышел роман Андрея Дьякова «Метро 2033: За горизонт», являющийся заключительной частью трилогии. По сюжету этого романа, герои отправляется во Владивосток в поисках устройства, способного очистить Землю от радиации.
Образованная трилогия была затем издана в одной книге под названием «Метро 2033: Тени Пост-Петербурга» на русском языке и под названием Dunkelheit (рус. Тьма) на немецком языке. В 2018 году французским издательством Le Livre de Poche романы «Метро 2033: К свету» и «Метро 2033: Во мрак» были выпущены в одной книге на французском языке под названием «Тени Пост-Петербурга».